# Piano preparat

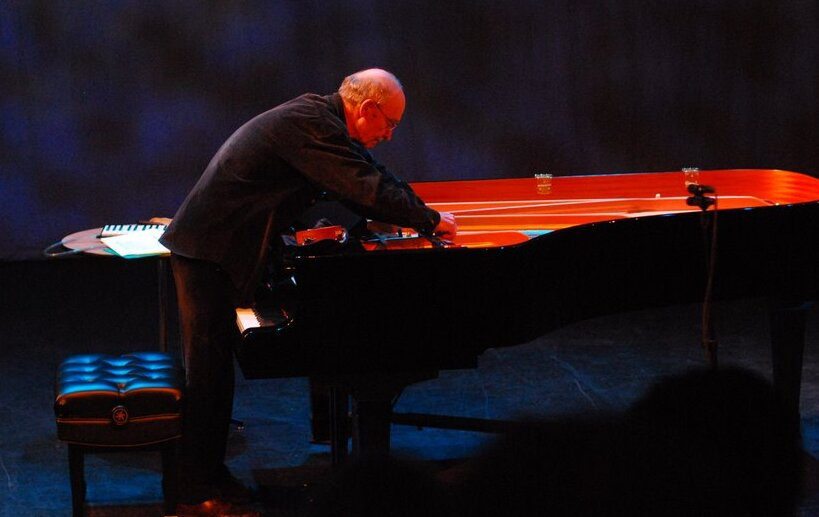
Christian Wolff

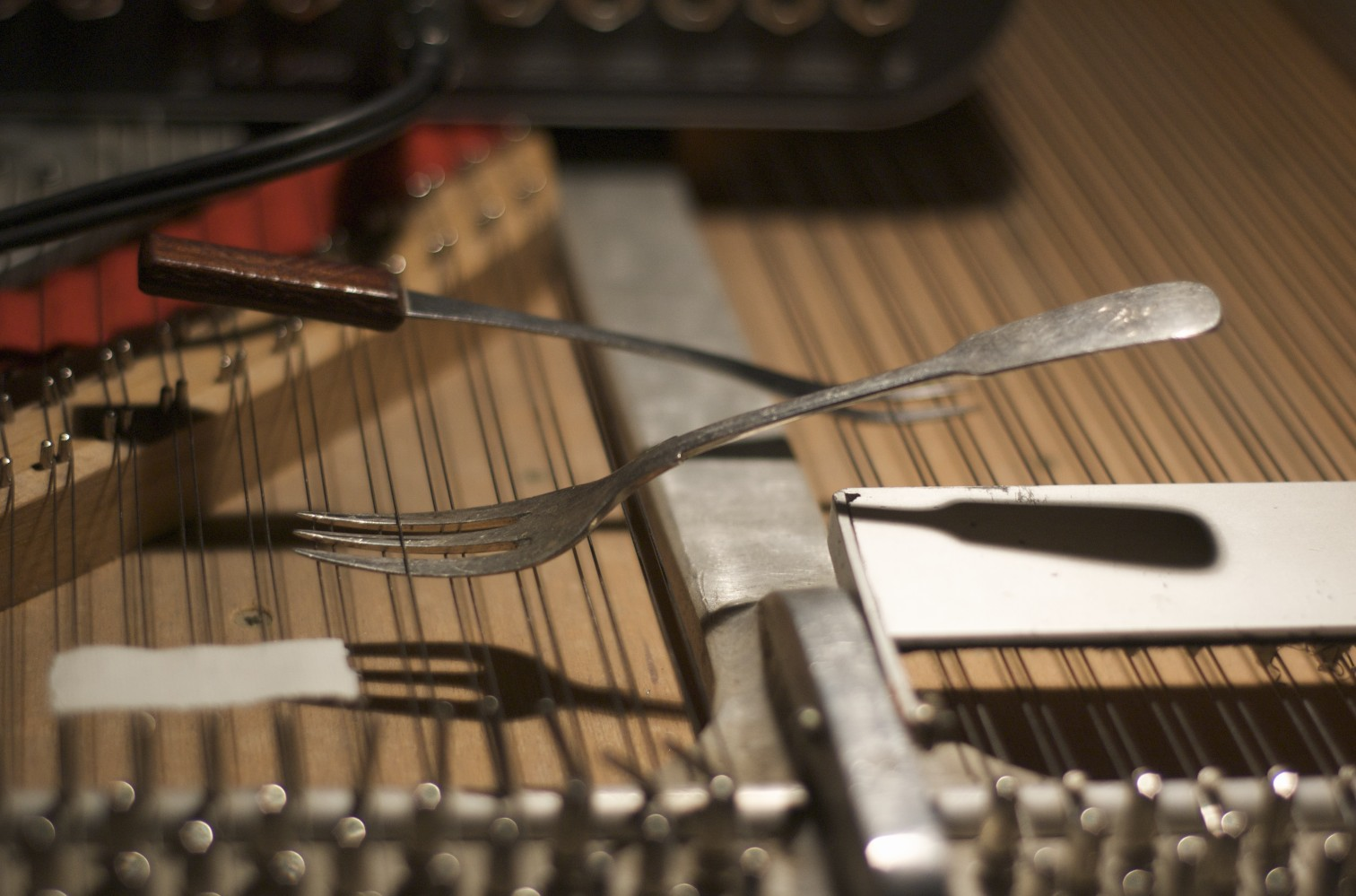

El piano preparat és el piano que es toca de forma tradicional, però els tons, timbres i les respostes dinàmiques de les notes han estat alterats prèviament amb objectes de diferents tipus de materials: metall, fusta, roba, gomes d'esborrar, plàstic, perns, rosques, sordines, monedes, pilotes de ping-pong, llibres, guix, etc. Es col·loquen a punts particulars sobre i enmig de les cordes de la caixa de ressonància.

## Timbre
El resultat del so és determinat pel tipus d'objecte situat entre les cordes o davall dels apagadors.
Els perns produeixen harmònics i si se li afegeixen rosques la ressonància serà metàl·lica. Aquests provocaran un brunzit si l'intèrpret els desplaça lliurement.
Una goma d'esborrar efectuarà un soroll sord amb harmònics. Si un objecte està situat entre la segona o tercera corda, els sons poden ser ampliats trepitjant el pedal de l'esquerra (pedal celeste), el qual elimina la primera corda. Així recorda als diferents registres d'un dels seus antecessors, el clavicèmbal, a causa de la seva sonoritat més reduïda i es converteix en un instrument més íntim i més subtil.
La notació escrita és la convencional, però el so resultant té poca relació amb els tons anotats. Mentre els dits es mouen pel teclat el so rebota i hi ha sons dels quals la seva afinació baixa un semitò.
Tant Henry Cowell com John Cage, els quals van ser els compositors fonamentals del piano preparat, van introduir sons orientals, com un gong, bols de vidre, instruments de percussió de l'Índia...

## Història
En els segles xviii i xix ja s'experimentaven el canvis de timbre en el piano amb fusta o cuir, però a finals del segle xix encara no era freqüent.
Durant la primera meitat del segle xx, el món de l'art va desenvolupar-se d'una forma revolucionària i la tonalitat tradicional va ser desplaçada per nous principis d'organització. Aquest fet va permetre l'arribada d'un moment d'extraordinària llibertat compositiva, destacant el dodecafonisme de Schoenberg, seguida per les sèries atonals. També va evolucionar la forma de tocar els instruments. Els compositors que van contribuir a l'auge del piano preparat són:  
Joseph Maurice Ravel. (Ciboure, Labort, 7 de març de 1875 - París, 28 de desembre de 1937). Va incloure paper davall de les cordes en la seva peça L'enfant et les sortilèges (1920-25), cosa que provocava el timbre d'un fagot o d'un baix.
Henry Cowell. (Menlo Park, 11 de març de 1897 - Nova York, 10 de desembre de 1965). El compositor nord-americà es va convertir en l'antecessor més important de John Cage, incorporant la batuda de les cordes, el punteig, i va silenciar l'interior de l'instrument en algunes de les seves obres. Aquests són alguns exemples d'obres de Cowell utilitzant aquestes tècniques i els clusters, tant diatònics com cromàtics: 
- Adventures in harmony (1913), The tides of Manaunaun (1917). Realitza glissandi per totes les cordes del piano, mentre que els apagadors estan aixecats.
- Aeolian harp (1923), Piece for piano with strings (1924), Sinister resonance (1930) i Ripin (2006). Va apagar les cordes amb els dits o amb petites sordines, tractant d'alterar l'afinació o produir harmònics.
- The Banshee, (1925), va incorporar el punteig de les cordes directament amb els dits.
- The Leprechaun (1928–1929), va utilitzar el piano com a instrument de percussió, tocant les cordes amb martells.
En el seu tractat teòric New musical resources (1930), Cowell explica noves possibilitats d'estructures de tons, contrapunt dissonant, quarts de to, acords per a quartes, clusters i ritmes. 
John Cage (Los Ángeles, 5 de septembre de 1912 - Nova York, 12 d'agost de 1992) és el compositor més mediàtic de l'Escola Americana o Escola de Nova York, formant part d'una notable generació d'artistes nord-americans que van renovar l'art del segle xx.
En 1940, li va sorgir el treball de compondre un tema, basat en una dansa africana. En el Cornish Institute, a Seattle, l'inconvenient era que l'escenari era molt petit i només hi cabia un piano de cua. Necessitava donar un efecte més rítmic a la peça, va pressionar les cordes del piano amb una mà i amb l'altra va tocar diferents notes, produint un so apagat i percussiu.
D'aquesta manera, va iniciar un intens estudi introduint materials en el piano, intentant aconseguir un acoblament de percussió. Així va néixer la seva primera obra per a piano preparat: Bacchanale (1940).
A partir d'allà, John Cage va preparar una “taula de preparacions”, en la qual indicava el material a inserir, en quines cordes i la distància des dels apagadors i el pont. Arribaria a compondre fins a 28 obres per a piano preparat, essent Sonates i interludis (1946-1948) el punt culminant.
Convençut que no tenia cap sentit per a l'harmonia, va començar a experimentar amb els instruments de percussió, el qual el va portar a estructurar la seva música sobre una base rítmica, a la vegada que integrava el renou com un altre element musical.
Distingia entre estructura i mètode. Cage va imaginar un tipus d'estructura, que ell va anomenar “micromacrocòsmica”, en la qual la divisió de les grans parts ha de tenir la mateixa proporció que la divisió de les parts petites. Per exemple, una peça de 100 compassos es pot dividir en 10 seccions de 10 compassos cada una o en grups més grans, per reduir seccions.
La preocupació de John Cage era trobar la varietat en cada peça i depenia de la col·locació d'objectes, que havien d'estar indicats a la partitura. Però, amb els diferents dissenys en les cordes del piano i una acurada preparació no podia garantir el mateix efecte quan ho aplicava a altres instruments. El piano preparat té moltes possibilitats tímbriques.
Les seves obres més importants per a piano preparat i conjunt de percussió són: Amores (1943). Va ser dels primers músics en utilitzar sons electrònics “en viu”, en la seva peça de 1939 “Paisatge imaginari núm. 1”, ampliant de forma considerable l'univers sonor.
L'obra Sonates i interludis (1946-1948) és l'obra més important per a piano preparat. És un exemple de la influència oriental en la seva música i està inspirada en la teoria de les “races hindús”, segons la qual existeixen nou “emocions permanents” o estats d'ànim. L'objectiu és arribar a la tranquil·litat: a partir del darrer interludi, l'obra inicia un descens de tensió.
Consisteix en setze sonates i quatre interludis intercalats. Les estructures binàries són curtes, lligades entre si, una altra reminiscència de les suites barroques.
La sonoritat depèn de la mida de l'instrument, canviarà en cada piano que es prepari. És possible que Cage compongués l'obra en un piano de tres quarts de cua i, per tant, les mesures per a un piano de cua completa o mida menor són diferents. A vegades es prenia alguna llibertat, però sempre seguint la lògica del bon gust. Cage facilita l'anàlisi marcant les frases amb dobles barres, sense que indiqui canvi de mètrica o d'armadura.
Per una altra banda, és difícil realitzar una anàlisi harmònica perquè existeixen pocs sons del piano que es conserven originals: 45 de les 88 notes de l'instrument estan alterades. Per exemple, sense preparació, el primer acord corresponia a un acord major amb sèptima, i amb preparació s'innova un nou sistema tonal característic.
L'inconvenient de l'anàlisi és que només s'especifica els materials a utilitzar i no el seu tipus ni el pes. 
En 1937, Cage va afirmar que hi hauria desacord entre la consonància i la dissonància i aviat, entre el soroll i la música. Conclou que el compositor ha d'experimentar sons sempre. Els avantguardistes el van reconèixer i li van donar suport.

## Altres compositors de piano preparat
Els compositors del segle XX han intentat experimentar l'alteració de les cordes del piano, abans i després de John Cage. Això ha provocat comparacions entre el resultat del so del piano preparat i el d'una orquestra de cambra, conjunts de percussió i el gamelan. Des de 1960 el piano preparat ha crescut en popularitat internacional i en 1980 ja s'havien escrit més de tres-centes peces.
Richard Bunger, el representant més destacat de l'instrument durant la darrera meitat del segle xx, va identificar més de 200 compositors que van contribuir al repertori del piano preparat, incloent els americans Lou Harrison, Pauline Oliveros, James Tenney i Christian Wolff.
John Cale va compondre la seva obra All tomorrow’s parties (1967), inclosa en el disc Velvet Underground's song. 
El compositor alemany Hans-Karsten Raecke dona un pas més enfora en 1970 component conjunts de múltiples pianos preparats.
Ben Folds a Free coffee (2008).
Les idees de Cage van influenciar també els pianistes Conlon Nancarrow i Harold Rhodes, Eric Glick Rieman, els quals utilitzaven pianos elèctrics.
Diversos músics de jazz, com per exemple el pianista americà Cecil Taylor va col·locar objectes de metall en els martells.
Marco Mezquida (Menorca, 1987) és un pianista i compositor menorquí convençut que l'arpa del piano és un instrument potencialment molt ric per poder ampliar el registre sonor i produir una vibració que fa que, en casos, soni distorsionat o en clavecí, etc. Els objectes que col·loca són objectes que sonin, que no facin malbé les cordes, que no pesin gaire o que es puguin posar i treure ràpidament, per exemple: papers, panderetes, caixes xineses, fustes vàries, algunes claus...